# Мезан
Меза́н (фр. Mézens, окс. Mesens) — коммуна во Франции, находится в регионе Юг — Пиренеи. Департамент — Тарн. Входит в состав кантона Виньобль и Бастид. Округ коммуны — Альби.
Код INSEE коммуны — 81164.

## География
Коммуна расположена приблизительно в 570 км к югу от Парижа, в 28 км северо-восточнее Тулузы, в 45 км к западу от Альби.
На юге коммуны протекает река Тарн.

## Климат
Климат умеренно-океанический. Зима мягкая и дождливая, лето жаркое с частыми грозами. Ветры довольно редки.

## Население
Население коммуны на 2010 год составляло 398 человек.
| 1962 | 1968 | 1975 | 1982 | 1990 | 1999 | 2010 |
| ---- | ---- | ---- | ---- | ---- | ---- | ---- |
| 287  | 266  | 258  | 249  | 279  | 310  | 398  |

## Экономика
В 2007 году среди 250 человек в трудоспособном возрасте (15—64 лет) 187 были экономически активными, 63 — неактивные (показатель активности — 74,8 %, в 1999 году было 78,0 %). Из 187 активных работали 178 человек (100 мужчин и 78 женщин), безработных было 9 (3 мужчин и 6 женщин). Среди 63 неактивных 23 человека были учениками или студентами, 19 — пенсионерами, 21 были неактивными по другим причинам.

## Достопримечательности
- Замок Мезан[фр.] (XIII век). Исторический памятник с 2005 года.[4]